# ارکیپا

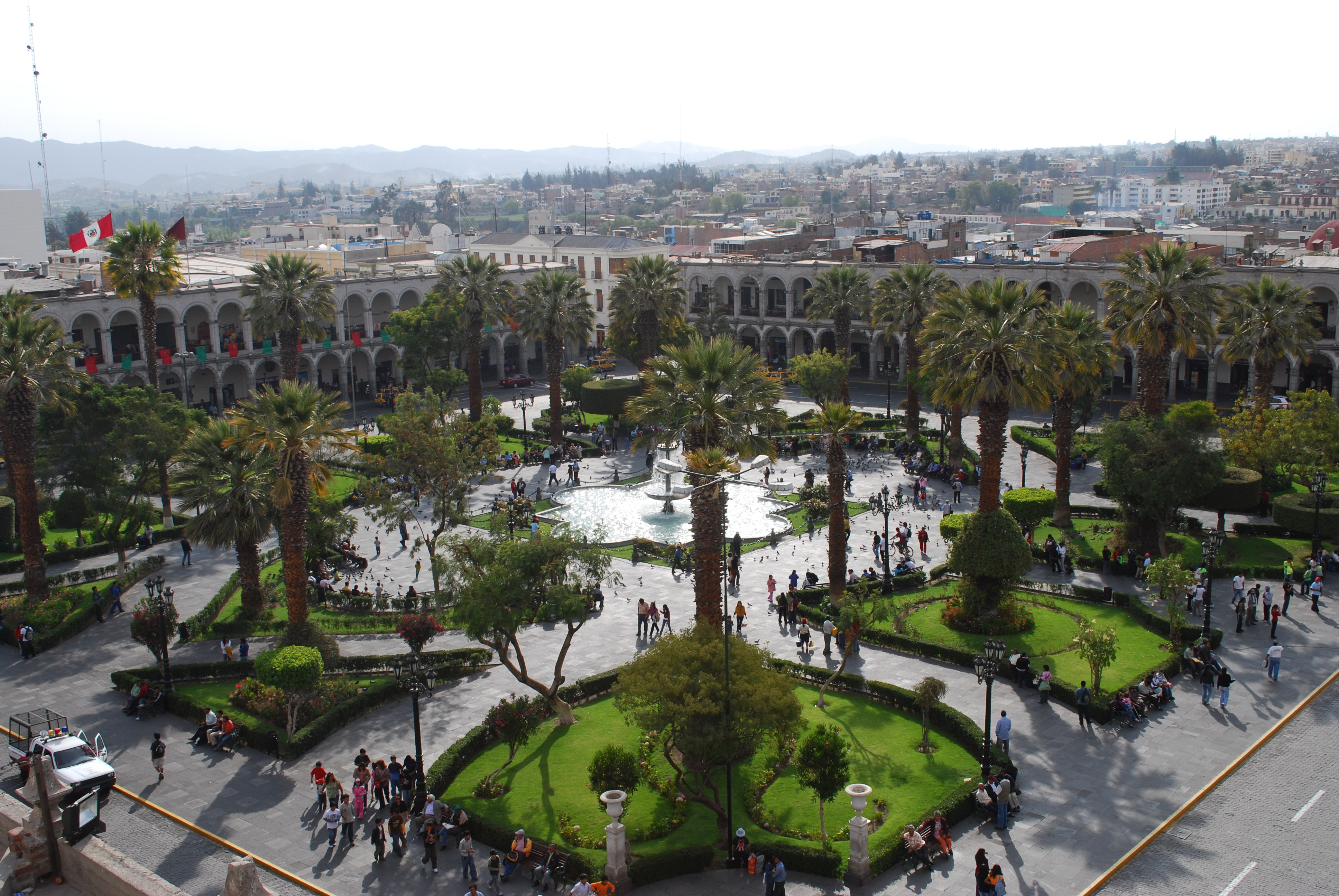
شهر زیبا

ارکیپا یا آرکیپا  (به اسپانیایی: Arequipa) یک شهر در پرو با جمعیت ۸۶۱٫۱۴۵ نفر است که در منطقه ارکیپا در جنوب پرو واقع شده‌است.
ارکیپا  مقر دیوان عالی پرو است و به "پایتخت قانونی پرو" ملقب است. این شهر بعد از لیما ، دومین شهر پرجمعیت کشور است که بر اساس سرشماری ملی سال 2017 ، بیش از یک میلیون جمعیت دارد. آرکیوپا همچنین از مراکز مهم تجاری پرو است و دومین شهر صنعتی این کشور محسوب می شود. این شهر با شیلی ، بولیوی و برزیل ارتباط تجاری نزدیک دارد.

این شهر در 15 آگوست 1540 به دست مهاجران اروپایی تاسیس شد. در تاریخ جمهوریت پرو ، این شهر کانون شورش های مدنی و دموکراتیک قرار داشته است. ارکیپا  همچنین مهد شخصیت های برجسته فکری از جمله ماریو بارگاس یوسا ، سیاسی و مذهبی بوده است. مرکز تاریخی آن در 332 هکتار گسترده است  و به عنوان میراث جهانی یونسکو اعلام شده است.میراث تاریخی  و فضاهای متنوع و دیدنی و فرهنگی ارکیپا را به شهری میزبان گردشگری ملی و بین المللی کرده است. معماری برجسته مذهبی ترکیبی از مکتبهای گوناگون و امیزه ای از ویژگی های اسپانیایی و بومی است.